# Musée d'art de Ciscarpathie
Le Musée d'art de Ciscarpathie (en ukrainien : Музей мистецтв Прикрапаття ; jusqu'en 2012, Musée d'art régional d'Ivano-Frankivsk) est un musée situé à Ivano-Frankivsk, en Ukraine. Il a été ouvert en 1980 sur le site du Musée géologique de l'Institut du Pétrole et du Gaz. Il contient une vaste collection d'art religieux.
Le musée est situé dans l'ancienne église catholique de la Vierge Marie qui est classée.
Les expositions les plus importantes sont L'art religieux de Galicie du XVe au XXe siècle et les sculptures baroques de Johann Georg Pinsel.
Le musée a deux sections dans d'autres villes :
- La Maison-musée Vassili Kassiane à Sniatyn
- Le département d'exposition de Rohatyn[4]

## Collections
À la fin des années 2000, la collection du musée comprenait environ 15 000 pièces, dont des exemples uniques d'iconographie de Galicie et de sculpture baroque (notamment six sculptures de Pinsel) et des peintures classiques ukrainiennes occidentales de Kornylo Oustianovytch (en) , Ivan Trouch, Ioulian Pankevytch (en), Iaroslav Pstrak (en), Oleksa Novakivskyi, Ossip Sorokhteï (en), Olena Koultchytska, et autres. Il abrite également des œuvres de peintres polonais, autrichiens, allemands et italiens des XVIIIe et XXe siècles.

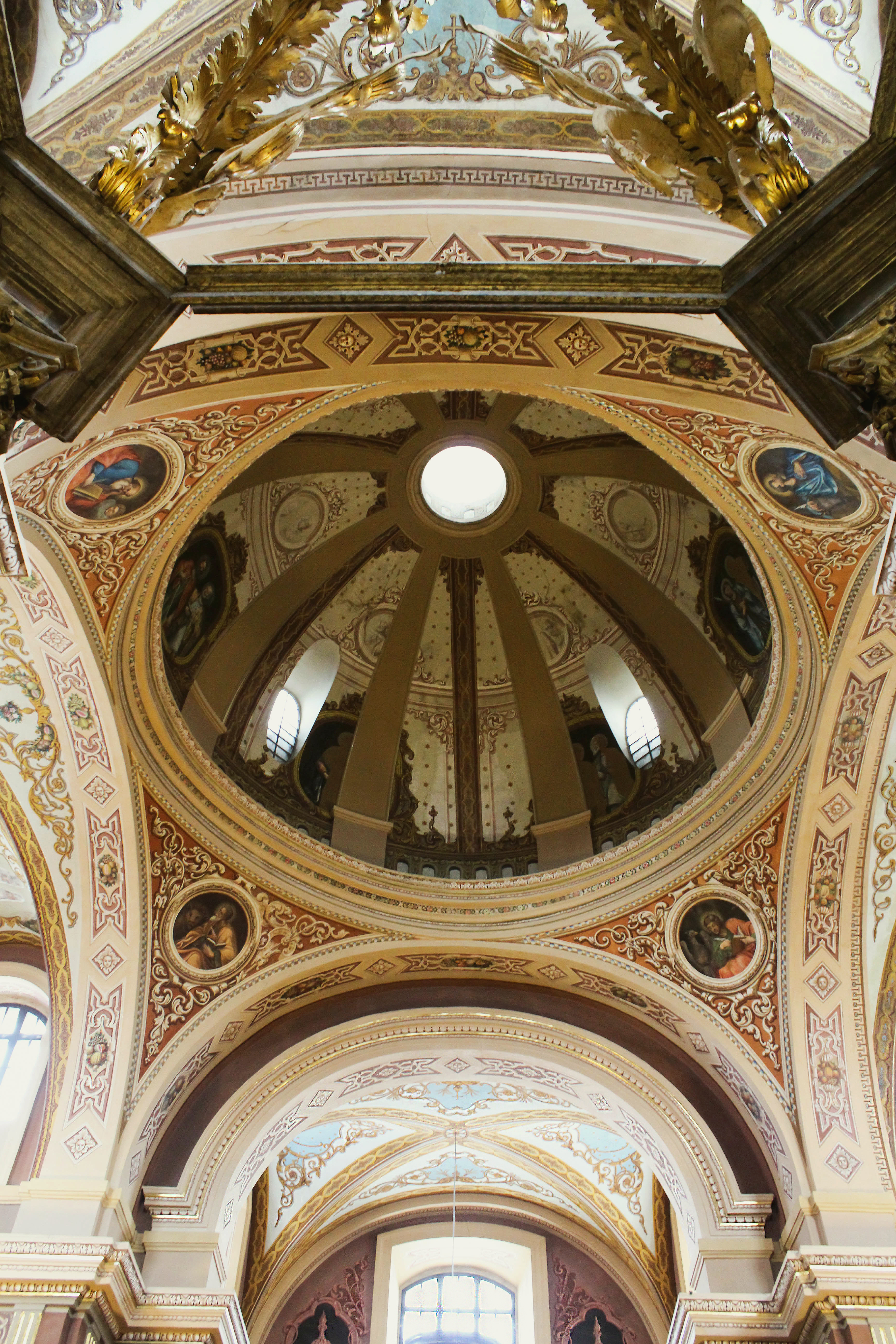
Intérieur de la coupole.
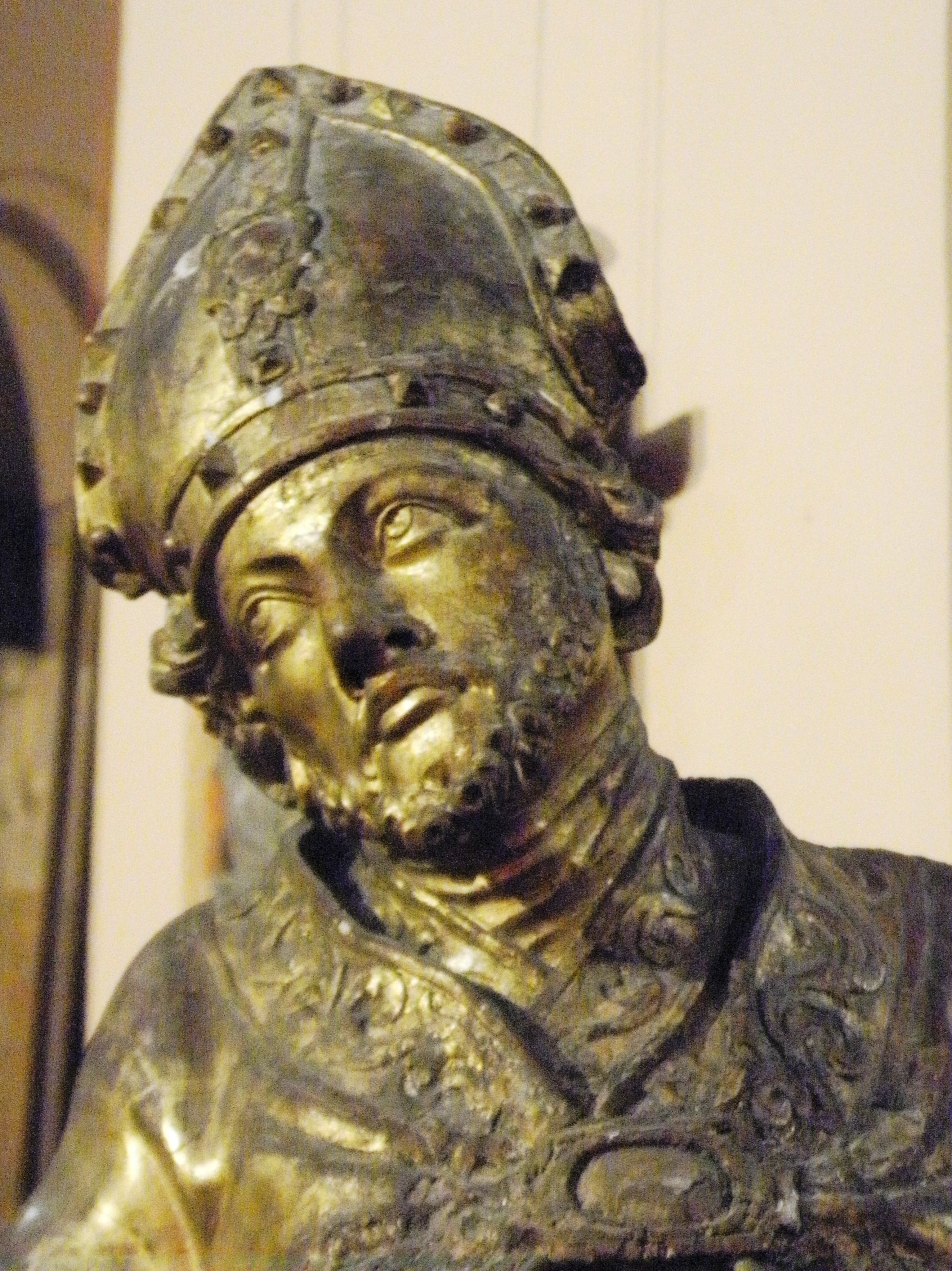
Tête de prêtre,
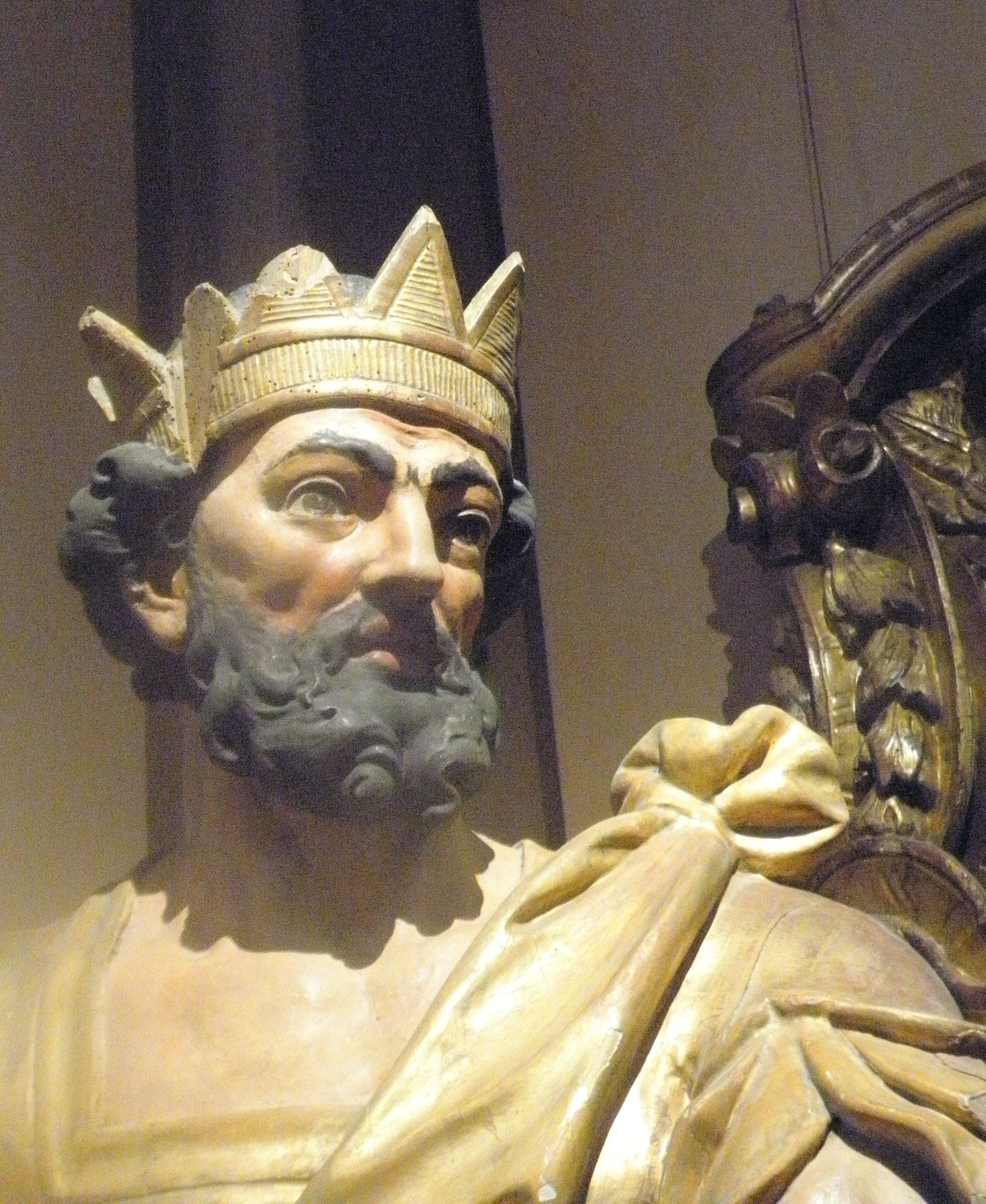
du roi David.
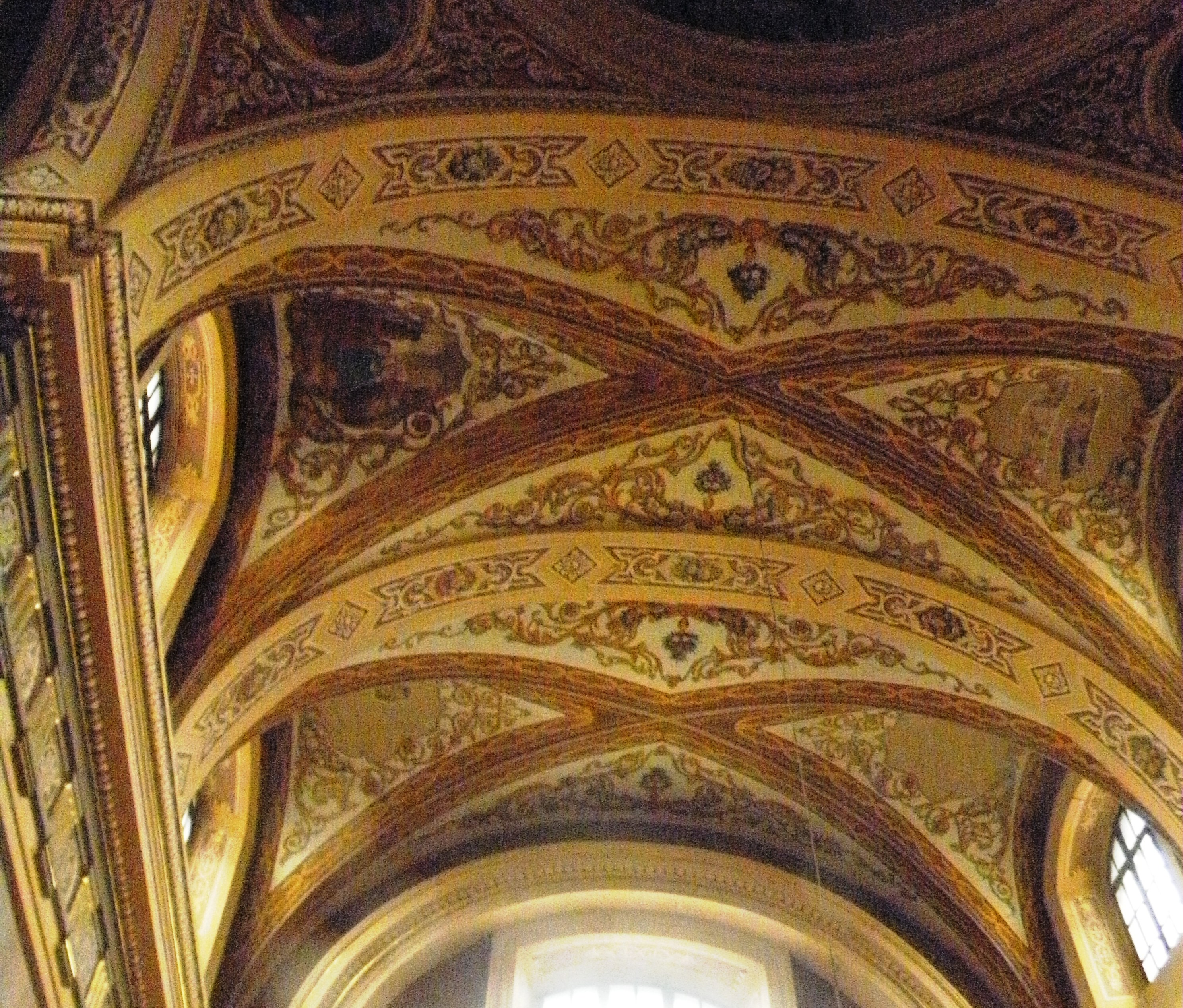
Voûte peinte.
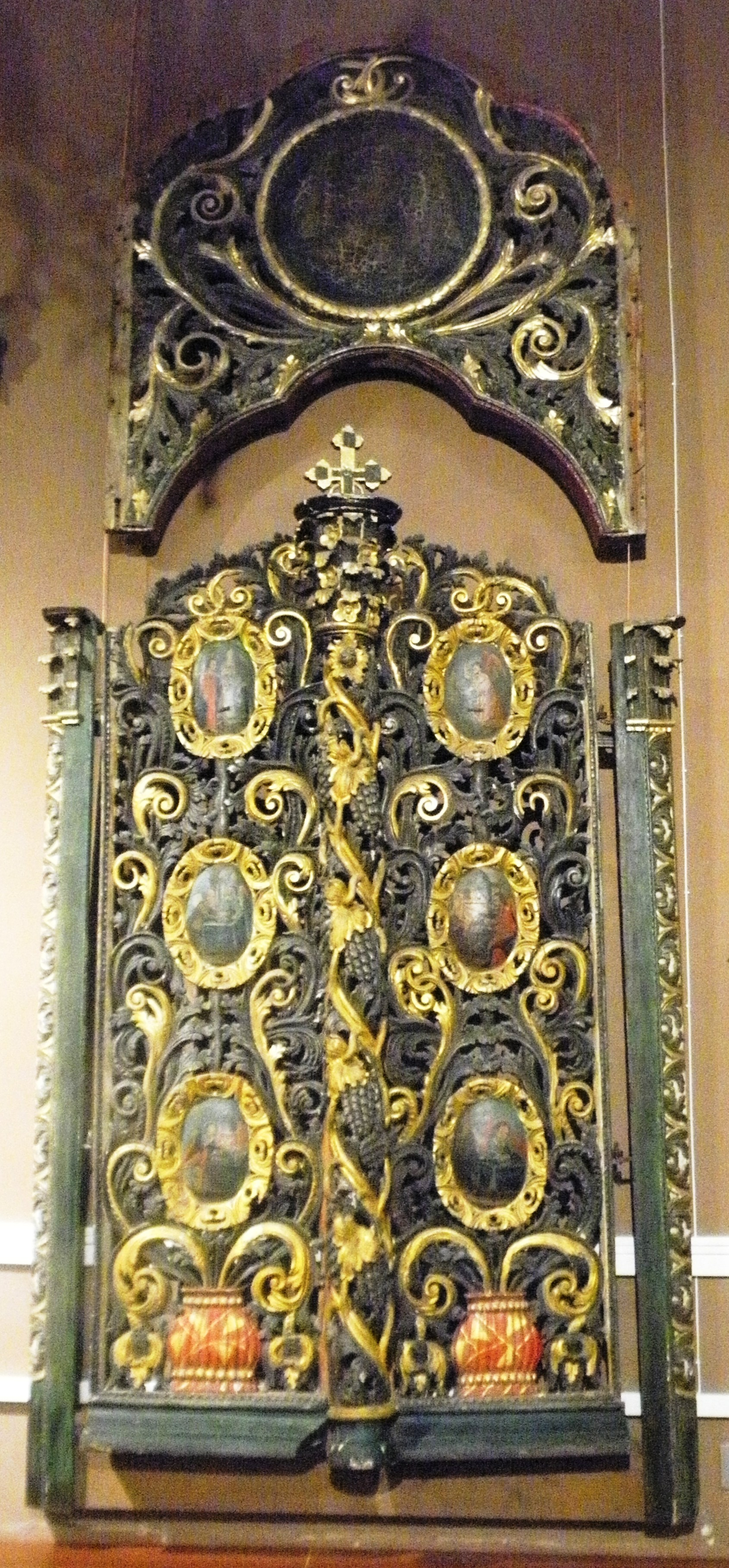
En arbre de Jessé.